# Katharina von Bora
Katharina von Bora (Lippendorf, 29 gennaio 1499 – Torgau, 20 dicembre 1552) è stata una monaca cristiana tedesca convertitasi al protestantesimo e successivamente diventata la moglie di Martin Lutero, principale fautore della Riforma protestante.
È una delle figure più importanti della Riforma protestante per il contributo che diede all'elaborazione del modello di matrimonio del clero e di famiglia protestante. Eppure della sua vita rimangono pochissime testimonianze, oltre agli scritti di Lutero stesso e di qualche contemporaneo.

## Biografia

### Infanzia e il monastero
Katharina von Bora nacque il 29 gennaio 1499 a Hirschenfeld, nei pressi di Meissen, figlia di Hans von Bora, un nobile cavaliere sassone decaduto (lo stemma gentilizio mostrava un leone eretto con una zampa alzata, sormontato da un elmo di cavaliere) e di Katharina von Haugwitz. Ebbe probabilmente tre fratelli e una sorella.
Come scrive Federico A. Rossi di Marignano nella sua "doppia" biografia di Lutero e Katharina, «i due sposi nacquero in due regioni della Sassonia tradizionalmente rivali tra loro, governate da due rami del casato dei Wettin, il ramo ernestino, che aveva conservato il diritto di partecipare all'elezione dell'imperatore del Sacro Romano Impero, e il ramo albertino, che aveva conservato il titolo di duca di Sassonia. Gli ernestini si ritenevano superiori dal punto di vista politico e culturale rispetto agli albertini. La rivalità tra i due popoli si acuì ulteriormente durante gli anni della riforma, perché gli ernestini appoggiarono Lutero e gli Albertini lo contrastarono». Martin Lutero era infatti originario di Eisleben nell'attuale Sassonia Anhalt e discendeva da una famiglia di contadini.

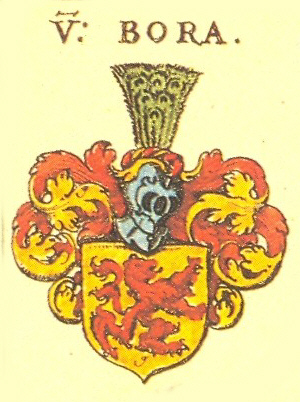
Stemma della famiglia von Bora

La madre morì quando ella era ancora in tenera età e il padre si risposò presto. Nel 1504, Katharina, all'età di 5 anni, fu affidata per essere educata al monastero benedettino di Brehna, presso Halle. Nel 1508 il padre la fece trasferire a Marienthron, il monastero cistercense di Nimbschen, presso Grimma, in cui era madre superiora una zia materna della bambina, Margarete von Haugwitz, e dove risiedeva anche una zia paterna, Magdalene von Bora. Al monastero Katharina imparò a leggere, a scrivere e qualche rudimento di latino. L'8 ottobre 1515, all'età di 16 anni, prese i voti. 

### La fuga dal monastero e le relazioni
Katharina cominciò a interessarsi del nascente movimento riformatore e a essere insoddisfatta della vita religiosa: assieme ad altre religiose progettò di abbandonare il monastero e contattò segretamente Lutero, chiedendogli aiuto. La vigilia di Pasqua del 1523, Lutero incaricò Leonhard Köppe, consigliere comunale di Torgau e mercante, che regolarmente consegnava aringhe al monastero, di favorire la fuga di Katharina e delle sue consorelle che, nascoste tra la merce trasportata nel carro di Köppe, raggiunsero Wittenberg.
Nei due anni seguenti, Lutero organizzò onorevoli matrimoni per le ex religiose. Katharina fu dapprima ospitata dalla famiglia di Philipp Reichenbach, segretario comunale, poi nella casa del pittore Lucas Cranach il Vecchio e di sua moglie. Donna intelligente e per niente timida, si rese utile per la famiglia ospitante e incontrò il re Cristiano II di Danimarca, il quale le donò un anello d'oro.
Ella ebbe una relazione con lo studente Hieronymus Baumgärtner, figlio di un patrizio di Norimberga. Egli era intenzionato a sposarla, ma probabilmente non ebbe il consenso dei genitori (Caterina, ricordiamolo, era una monaca fuggita dalla propria casa religiosa) e non diede più proprie notizie a Caterina: anche Lutero gli inviò una lettera chiedendogli di chiudere ufficialmente la relazione. Lutero all'epoca era attratto da un'altra consorella fuggita dal monastero insieme a Caterina, Ave von Schonfeld, ma lei si sposò con Basilius Axt, che gestiva la farmacia dei Cranach a Wittenberg. Si pensò quindi di sistemare Caterina con il pastore Kaspar Glatz di Orlamünde, ma ella rifiutò, non provando nessun sentimento o attrazione verso di lui.

### Katharina e Lutero
Lutero alla fine del 1524 era ancora intenzionato a non sposarsi: Argula von Grumbach e poi molti dei suoi amici e collaboratori, però, fecero notare che egli predicava della possibilità per i monaci e preti di sposarsi, mentre egli stesso si ostinava a non seguire nella propria vita i propri dettami. Egli decise quindi di sposare la ex-monaca, rimasta senza familiari e in pratica "adottata" dai Cranach: questa decisione suscitò il risentimento dei suoi amici, a partire dal caro amico Melantone, il quale era risentito di non essere stato messo al corrente prima dell'importante decisione dell'amico. Anche il momento non era dei migliori, in quanto si era nella fase più drammatica della guerra dei contadini tedeschi.

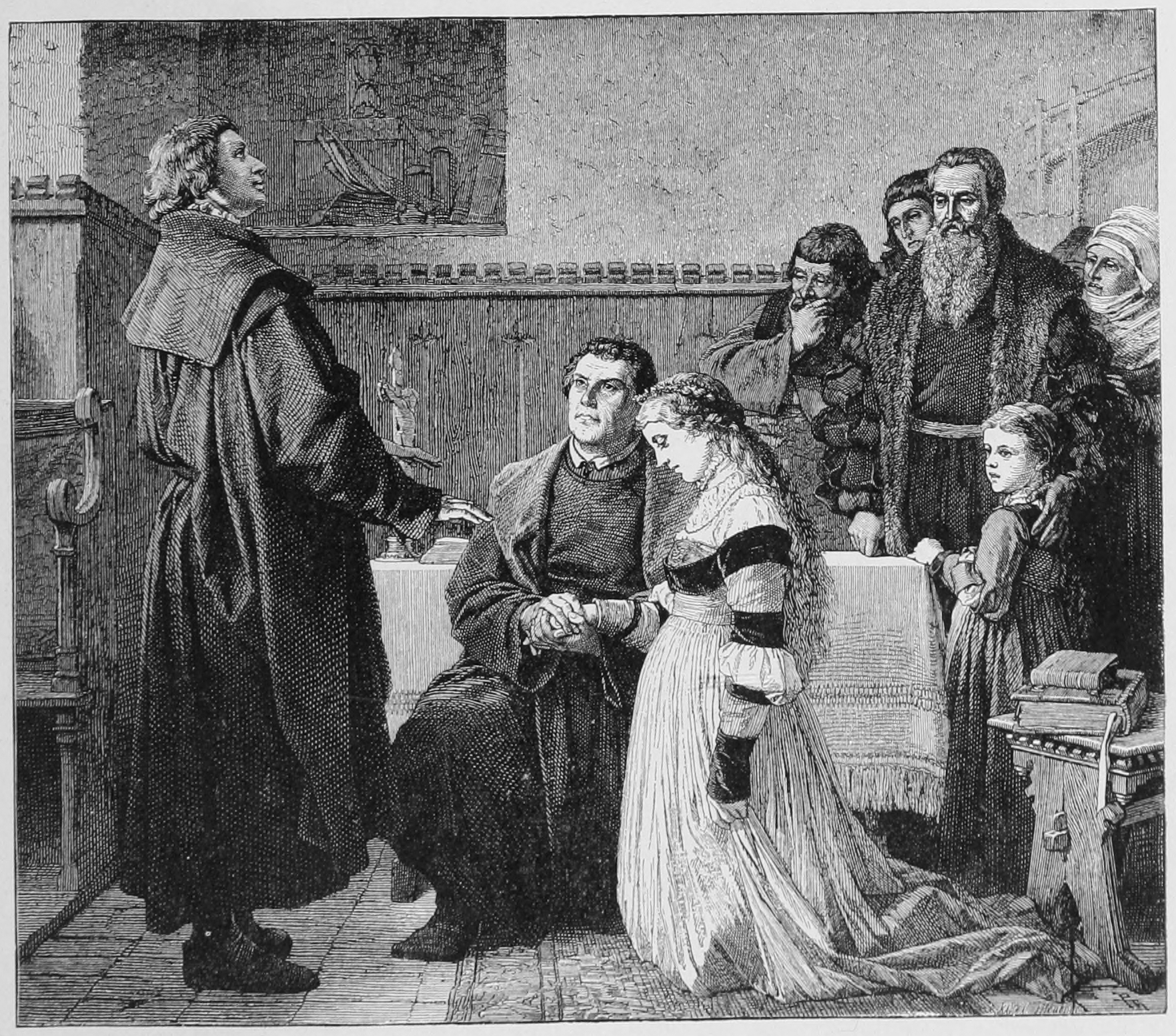
Il matrimonio

Lutero e Katharina, pur conoscendosi da anni senza essersi prima interessati l'un l'altro, si fidanzarono e sposarono il 13 giugno 1525: la sposa aveva 26 anni (all'epoca considerata non più giovanissima per un matrimonio), Lutero 42. L'uso prevedeva che tra il fidanzamento e il matrimonio passasse del tempo, ma Lutero concentrò tutto il 13 giugno per far tacere le male lingue. La cerimonia fu celebrata dal pastore Bugenhagen alla presenza del giurista Aple (anch'egli sposato con un'ex religiosa), di Justus Jonas e della famiglia Cranach, che fungeva da famiglia della sposa. Gli anelli furono forniti da Cranach. I festeggiamenti invece furono rimandati al 27 giugno, per dar tempo ai parenti e agli amici di venire. Per i festeggiamenti, il Consiglio di Wittenberg mandò quattordici bottiglie di vino, venti fiorini d'argento e un fusto di birra, Spalatino si procurò ufficialmente la selvaggina, anche se forse era un dono del principe alla coppia di sposi, che usò il nome di Spalatino per non coinvolgere direttamente la sua persona nell'evento. Il principe elettore tuttavia mandò come ulteriore regalo di nozze cento fiorini, mentre l'arcivescovo Alberto di Magonza, colui che aveva avviato la raccolta di denaro per le indulgenze il decennio prima per acquisire la propria carica e che tanto aveva indignato Lutero, il quale lo attaccò con le sue celebri 95 tesi, mandò dieci fiorini come regalo di nozze: Lutero rifiutò il dono e lo voleva restituire ma Caterina si impose e li intascò, consapevole della mancanza d'abilità, da parte del marito, nella gestione del patrimonio.

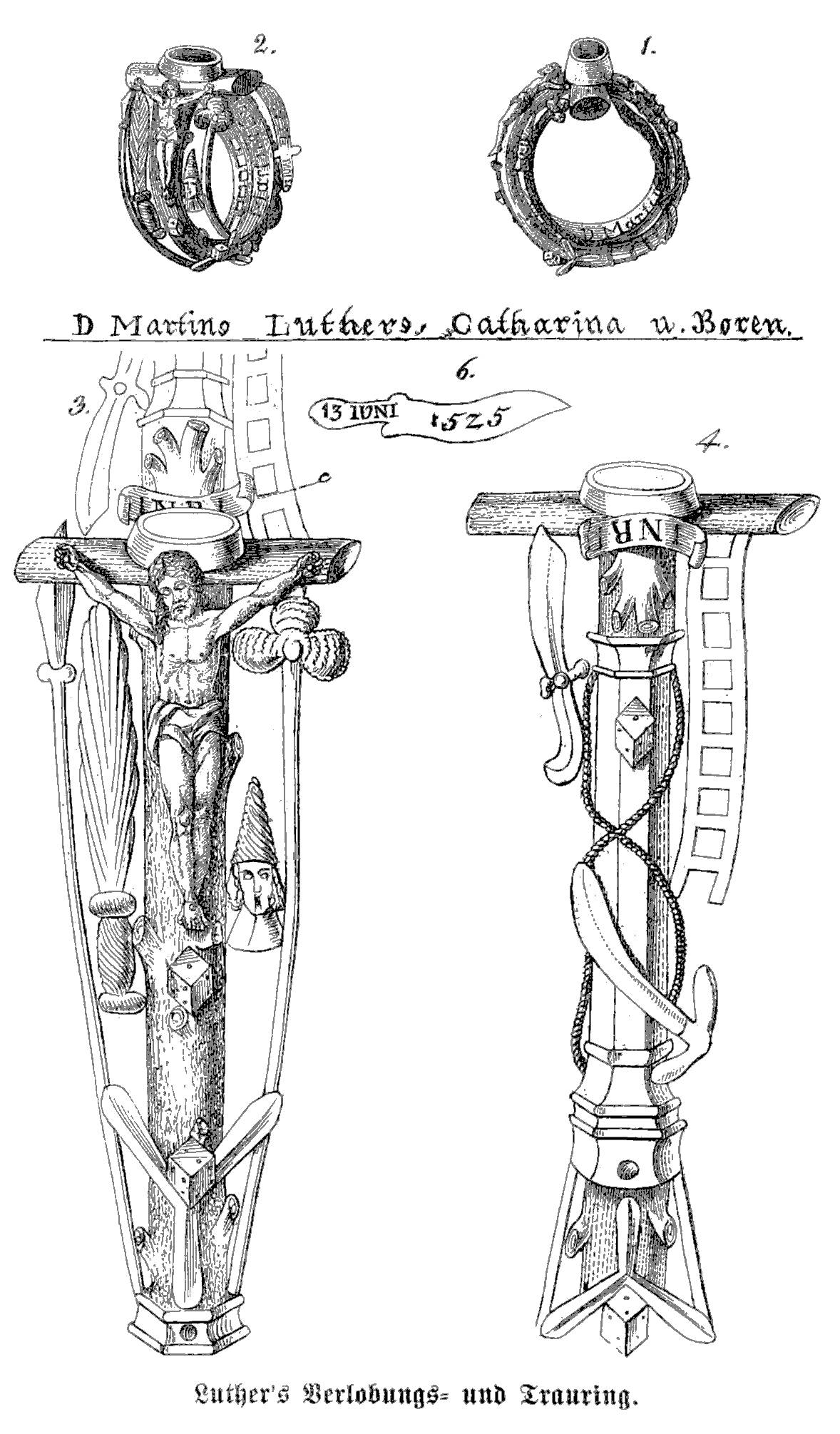
Gli anelli di fidanzamento creati da Cranach: l'anello di Caterina (a sinistra) presenta scene della Passione di Cristo, appeso curiosamente su una croce-albero assieme ai dadi con cui i soldati romani giocarono le vesti del Cristo, una lancia, una frusta, una colonna, una scala ed una corda. L'anello di Lutero, invece, presentava due anelli incrociati, di cui uno era sormontato da un piccolo diamante (simbolo di resistenza, fedeltà e durata), nel cui dado erano incise le lettere MLD (Martin Luther doctor), mentre il secondo era sormontato da un rubino (simbolo d'amore) con inciso sul dado CVB (Catharina von Bora).
All'interno di entrambi gli anelli erano inciso la data delle nozze e il versetto "Quello che Dio ha congiunto l’uomo non separi" (Mt 19, 3-6).

Pur essendo le nozze celebrate per dimostrare di essere coerente con i propri insegnamenti e la scelta della consorte casuale (Caterina era a Wittenberg a poche centinaia di metri dal convento in cui viveva Lutero ed era senza pretendenti), il matrimonio fu molto felice e durò per vent'anni. Come ricorda Federico A. Rossi di Marignano nella sua biografia, Lutero restò molto contento del suo matrimonio e di sua moglie: «Io non vorrei scambiare la mia Caterina né per il regno di Francia, né per Venezia, in primo luogo perché Dio ha donato lei a me e ha dato me a lei; 2) perché spesso ho sperimentato che ci sono più difetti nelle altre donne che nella mia Caterina; e se anche ne ha qualcuno, pure d'altra parte ci sono [in lei] molte più grandi virtù; 3) perché osserva la fedeltà coniugale, vale a dire la fede e l'onestà. Così viceversa deve pensare una moglie del marito».
La coppia andò ad abitare nell'ex convento agostiniano di Wittenberg, casa religiosa abitata da Lutero e dai suoi confratelli anni prima, dato in uso a loro dal principe-elettore di Sassonia Johann, figlio del principale protettore di Lutero, Federico III di Sassonia); solo anni dopo donò ufficialmente il convento alla coppia. La grandezza del luogo risultava eccessiva anche per una coppia con sei figli come quella di Lutero e Caterina: la loro casa però ospitò, la sera stessa delle nozze Carlostadio e vi rimase due mesi.; seguirono altri ospiti fissi o saltuari, come ben sei figli di una defunta sorella di Lutero (e altri figli di un'altra defunta sorella), Magdalena von Bora, zia di Caterina e anch'essa ex monaca del complesso claustrale benedettino di Brehna (che rimase nell'ex convento fino alla sua morte), i membri della famiglia di Lutero, e ospiti illustri come il duca di Anhalt e una principessa di Brandeburgo e altri ancora. Inoltre la coppia, nonostante non fossero particolarmente agiati, aveva ben dieci inservienti, tutti comandati da Caterina, senza contare gli studenti che ospitavano.
L'Elettore inoltre accordò a Lutero un salario annuale di duecento fiorini, una cifra inferiore a quella che intascava Melantone; egli riceveva inoltre una piccola cifra dai cittadini di Wittenberg per il suo lavoro di predicatore e poteva prendere un po' di vino dalle cantine sociali senza pagarlo.

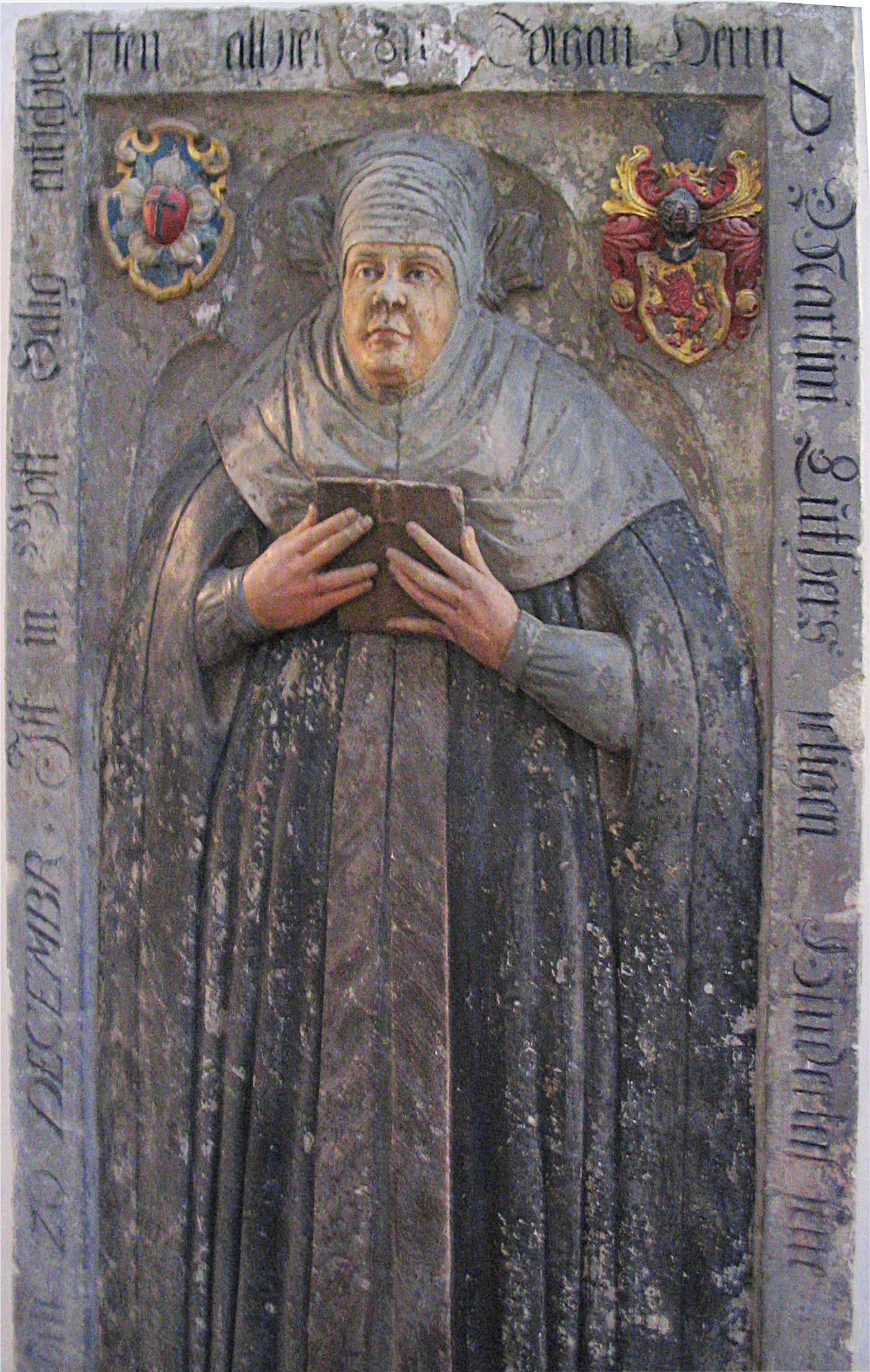
La tomba di Katharina von Bora nella chiesa di St. Marien a Torgau.

Katharina si occupò di amministrare l'ex convento, una struttura enorme per una sola coppia (la parte orientale del complesso, un terzo dell'intera struttura, non fu mai utilizzata), e fu anche oggetto di ingenti spese per il suo mantenimento. Caterina organizzò a metà degli anni trenta un allevamento di bestiame minuto per scopi alimentari e una piccola fabbrica di birra (la produzione casalinga di questa bevanda era assolutamente normale all'epoca), e si preoccupò di accogliere e ospitare, come in un college, i numerosi studenti che accorrevano da tutte le città tedesche per vivere per un certo periodo con Lutero: era infatti abbastanza frequente che i professori tenessero delle piccole pensioni per gli studenti. Essi dimoravano nel secondo piano ed erano generalmente tra i dieci e i venti studenti; essi vedevano i loro studi supervisionati da Lutero, con il quale dormivano e mangiavano sotto lo stesso tetto. È proprio durante le chiacchiere a tavola che i suoi studenti cominciarono a prendere appunti delle loro conversazioni e ne uscì il libro Discorsi a tavola.
Katharina gestiva il patrimonio della coppia: se c'era un risparmio, ella lo reinvestiva in terreni, come ad esempio un terreno non lontano da Wittenberg con uno stagno con pesci e un alveare; ella acquistò dal fratello un terreno paterno chiamato Züllsdorf, costato caro e che rendeva poco, ma che la inorgoglì essendo appartenuto alla sua famiglia. Nei periodi in cui imperversò la peste, adattò l'azienda a ospedale, assistendo i malati assieme ad altre donne. Per la sua abilità ed efficienza, Lutero usava chiamarla affettuosamente "Herr Käthe" o "il capo di Züllsdorf", il nome della proprietà.

### La vedovanza
Alla morte di Lutero, nel 1546, la situazione finanziaria di Katharina e dei figli divenne difficile: poté, per concessione del principe Giovanni Federico, continuare vivere nell'ex-convento, ma fu costretta a lasciare la sua proprietà allo scoppio della guerra della Lega di Smalcalda. Ella fuggì dapprima a Magdeburgo, quindi a Braunschweig. Nel luglio 1547 poté finalmente tornare a casa, che ritrovò però pesantemente danneggiata a causa dei combattimenti. Grazie all'aiuto economico dei principi protestanti, visse confortevolmente a Wittenberg fino al 1552, quando una recrudescenza dell'epidemia di peste e la carestia seguita al cattivo raccolto la costrinsero di nuovo a trasferirsi, questa volta a Torgau. Durante il viaggio verso questa città, uno dei cavalli che trainava il suo carro si imbizzarrì e quindi lei scese per calmarlo, ma scivolò e si ferì gravemente: tre mesi dopo il suo arrivo, il 20 dicembre dello stesso anno, morì all'età di 53 anni.

### I figli
Dal matrimonio con Lutero nacquero 6 figli: Johannes (Hans) (1526-?), Elizabeth (1527-1528), Magdalena (1529-1542), Martin (1531-?), Paul (1533-1593) e Margarethe (1534-1570). La coppia adottò inoltre quattro orfani, tra cui il nipote di Katharina, Fabian. Tutti i figli maschi furono inviati all'università.
Dei figli di Lutero e Katharina che raggiunsero l'età adulta, Hans studiò legge e divenne giurista, Martin studiò teologia, ma non trovò impiego e morì povero all'età di 33 anni, e Paul studiò medicina e fu quello che ebbe più successo, in quanto insegnò poi all'università di Jena. Paul ebbe sei figli che proseguirono la discendenza maschile di Lutero, estintasi nel 1759. Margarethe sposò un nobile prussiano e la sua discendenza, tra cui figura il famoso feldmaresciallo (e presidente della Repubblica di Weimar) Paul von Hindenburg, i conti di Eulenburg e i principi di Eulenburg e Hertefeld, sopravvive.